# Кутлу, Тарик Джемал
Тарик Джемал Кутлу (тур. Tarık Cemal Kutlu) (род. 1944 год, в с. Чардак, провинция Кахраманмараш, Турция — ум. в 2004 год, Турция) — чеченский и турецкий писатель, публицист, переводчик, профессор. Бывший ответственный секретарь журнала «Kuzey Kafkasya»  –  «Северный Кавказ» (1970 - 1978 гг.). По национальности чеченец.

## Биография

### Юность
Тарик родился в 1944 году в Турецкой провинции Кахраманмараш в чеченском селе Чардак. Начальное и среднее (лицей) образование получил в городе Мараш (ныне Кахраманмараш). С раннего детства Тарик начал проявлять большой интерес к исторической родине, к чеченским обычаям и традициям.

### Карьера
В 1971 году Тарик Джемал Кутлу окончил литературное отделение Стамбульского университета. После окончания учебы работал в библиотечной сфере, преподавал в лицее турецкий язык и турецкую литературу. Сотрудничал с газетами «Сегодня», «Великая Турция», «Знания», «Родина турка», «Поля». Писал стихи и рассказы на турецком и чеченском языках. За рассказ «Мамед Готур Ага» в литературном конкурсе Тарику была присуждена третья премия [Ibidem].
Широкое признание читателей и положительные отзывы критиков получил и его роман под названием «На пыльной проселочной дороге» [Ibidem]. Читать и писать на чеченском языке он научился в 1960 году по чеченскому букварю, который ему привезли туристы из Чечни. С 1971 года он начал серьезно заниматься изучением чеченского языка и чеченской литературы.
Тарик Кутлу издал отдельную книгу «Чеченские пословицы», в которой пословицы даны на двух языках одновременно. Тарик практически всё своё свободное время посвятил изучению и распространению чеченского языка. Он мечтал создать чеченский алфавит на основе латиницы, который без дополнительных значков мог бы свободно читаться любым носителем чеченского языка как в европейских странах, так и в Турции.
В 1996 году Тарик Кутлу вышел на пенсию и полностью посвятил себя переводческой и исследовательской деятельности. Он переводил на турецкий язык прозу и поэзию чеченских писателей, занимался сбором фольклора, работал над составлением турецко-чеченского словаря и чеченской энциклопедии.
Тарик умер осенью 2004 года в возрасте 60 лет.